# European Rugby Challenge Cup 2018-19
La Copa Desafío Europeo de Rugby 2018-19, conocida oficialmente como European Rugby Challenge Cup (ERCC2) fue la 23.ª edición de la competición, la quinta desde el cambio de nombre actualmente adoptado.
Es la segunda competición de la máxima categoría de rugby union por clubes de los países integrantes del Torneo de las Seis Naciones, y algunos clubes de otros países que pueden optar a participar si superan la fase de clasificación de la Copa Desafío Europeo de Rugby. La competición comenzará el fin de semana del 12 de octubre de 2018 y terminará el 10 de mayo de 2019. La final tendrá lugar en el estadio St James' Park en Newcastle (Inglaterra).

## Modo de disputa
El número de equipos participantes es de 20, divididos en 5 grupos con 4 equipos por grupo. Los equipos disputarán una liguilla en un formato de ida y vuelta de todos contra todos, la fase de grupos tendrá su primera jornada en los días 12 al 14 de octubre de 2018 y terminará en los días 18 al 20 de enero de 2019, de aquí los ganadores de cada grupo y los tres mejores segundos pasarán de ronda. Tras las 6 jornadas correspondientes a esta primera fase, se desarrollan los cuartos de final y semifinales, a un solo partido, y la final.

### Sistema de puntuación
Los cuatro participantes se agrupan en una tabla general teniendo en cuenta los resultados de los partidos mediante un sistema de puntuación, la cual se reparte:
- 4 puntos por victoria.
- 2 puntos por empate.
- 0 puntos por derrota.

También se otorga punto bonus, ofensivo y defensivo:
- El punto bonus ofensivo se obtiene al marcar cuatro (4) o más tries.
- El punto bonus defensivo se obtiene al perder por una diferencia de hasta siete (7) puntos.

### Criterio de desempate
Si dos clubes del mismo grupo terminan con la misma cantidad de puntos, su clasificación será determinada por los resultados de los dos partidos jugados entre los equipos en cuestión de la siguiente manera:
1. el club con la mayor cantidad de puntos obtenidos en los dos partidos.
2. el club con la mayor cantidad de puntos a favor obtenidos en los dos partidos.
3. el club que haya conseguido más tries en los dos partidos.

Si sigue sin resolverse o los clubes no se han enfrentado en la fase de grupos se determinará de la siguiente manera:
1. el que tenga mejor diferencia de puntos en la fase de grupos.
2. el que tenga mayor cantidad de tries en la fase de grupos.
3. el que tenga menos jugadores sancionados durante la fase de grupos.
4. por sorteo.

## Fase de grupos
|  | Ganador de cada grupo, pasa a cuartos de final.           |
|  | Tres mejores segundos de grupo, pasan a cuartos de final. |

### Grupo 1
| Equipo             | PJ | PG | PE | PP | PF  | PC  | Dif  | TF | TC | BO | BD | Pts |
| ------------------ | -- | -- | -- | -- | --- | --- | ---- | -- | -- | -- | -- | --- |
| Clermont           | 6  | 6  | 0  | 0  | 304 | 117 | +187 | 44 | 16 | 6  | 0  | 30  |
| Northampton Saints | 6  | 4  | 0  | 2  | 282 | 127 | +155 | 42 | 18 | 5  | 0  | 21  |
| Newport Dragons    | 6  | 2  | 0  | 4  | 179 | 201 | -22  | 26 | 29 | 2  | 0  | 10  |
| Timișoara Saracens | 6  | 0  | 0  | 6  | 49  | 369 | -320 | 6  | 55 | 0  | 0  | 0   |

### Grupo 2
| Equipo             | PJ | PG | PE | PP | PF  | PC  | Dif | TF | TC | BO | BD | Pts |
| ------------------ | -- | -- | -- | -- | --- | --- | --- | -- | -- | -- | -- | --- |
| Worcester Warriors | 6  | 5  | 0  | 1  | 150 | 125 | +25 | 19 | 16 | 2  | 0  | 22  |
| Ospreys            | 6  | 2  | 0  | 4  | 141 | 105 | +36 | 18 | 12 | 2  | 3  | 13  |
| Section Paloise    | 6  | 3  | 0  | 3  | 89  | 127 | -38 | 12 | 16 | 1  | 0  | 13  |
| Stade Français     | 6  | 2  | 0  | 4  | 140 | 163 | -23 | 16 | 21 | 2  | 2  | 12  |

### Grupo 3
| Equipo          | PJ | PG | PE | PP | PF  | PC  | Dif | TF | TC | BO | BD | Pts |
| --------------- | -- | -- | -- | -- | --- | --- | --- | -- | -- | -- | -- | --- |
| Sale Sharks     | 6  | 4  | 0  | 2  | 196 | 108 | +88 | 27 | 12 | 4  | 2  | 22  |
| Connacht        | 6  | 5  | 0  | 1  | 146 | 120 | +26 | 19 | 14 | 2  | 0  | 22  |
| Bordeaux Bègles | 6  | 2  | 1  | 3  | 137 | 171 | -34 | 17 | 23 | 1  | 1  | 12  |
| Perpignan       | 6  | 0  | 1  | 5  | 117 | 197 | -80 | 13 | 27 | 0  | 1  | 3   |

### Grupo 4
| Equipo          | PJ | PG | PE | PP | PF  | PC  | Dif  | TF | TC | BO | BD | Pts |
| --------------- | -- | -- | -- | -- | --- | --- | ---- | -- | -- | -- | -- | --- |
| Stade Rochelais | 6  | 5  | 0  | 1  | 238 | 104 | +134 | 32 | 15 | 4  | 0  | 24  |
| Bristol Bears   | 6  | 4  | 0  | 2  | 267 | 108 | +159 | 42 | 13 | 4  | 1  | 21  |
| Zebre           | 6  | 3  | 0  | 3  | 153 | 142 | +11  | 21 | 18 | 2  | 0  | 14  |
| Enisei-STM      | 6  | 0  | 0  | 6  | 103 | 407 | -340 | 14 | 63 | 1  | 0  | 1   |

### Grupo 5
| Equipo           | PJ | PG | PE | PP | PF  | PC  | Dif | TF | TC | BO | BD | Pts |
| ---------------- | -- | -- | -- | -- | --- | --- | --- | -- | -- | -- | -- | --- |
| Harlequins       | 6  | 4  | 0  | 2  | 179 | 113 | +66 | 23 | 13 | 3  | 2  | 21  |
| Benetton Treviso | 6  | 4  | 0  | 2  | 171 | 106 | +65 | 23 | 12 | 3  | 1  | 20  |
| Grenoble         | 6  | 2  | 0  | 4  | 92  | 159 | -67 | 11 | 21 | 0  | 1  | 9   |
| Agen             | 6  | 2  | 0  | 4  | 112 | 176 | -64 | 15 | 26 | 0  | 1  | 9   |

## Fase final
Los cinco ganadores de grupo, más los tres mejores segundos clasifican para los cuartos de final. Los ocho equipos son clasificados según el orden descendente de los puntos obtenidos en la tabla para los cuartos de final: Los cuatro con más puntuación jugarán como locales en los cuartos de final.
Los equipos son ordenados según el siguiente orden de criterios:
1. Mayor número de puntos.
2. Mayor diferencia de puntos.
3. Número de tries (ensayos) marcados.

| Pos | Ganadores de grupo | PJ | Pts | Dif  | TM |
| --- | ------------------ | -- | --- | ---- | -- |
| 1   | Clermont           | 6  | 30  | +187 | 44 |
| 2   | Stade Rochelais    | 6  | 24  | +134 | 32 |
| 3   | Sale Sharks        | 6  | 22  | +88  | 27 |
| 4   | Worcester Warriors | 6  | 22  | +25  | 19 |
| 5   | Harlequins         | 6  | 21  | +66  | 23 |
| Pos | Segundos de grupo  | PJ | Pts | Dif  | TM |
| 6   | Connacht           | 6  | 22  | +26  | 19 |
| 7   | Bristol Bears      | 6  | 21  | +159 | 42 |
| 8   | Northampton Saints | 6  | 21  | +155 | 42 |
| 9   | Benetton Treviso   | 6  | 20  | +65  | 23 |
| 10  | Ospreys            | 6  | 13  | +36  | 18 |

### Cuadro de competición
|  | Cuartos de final       | Cuartos de final       | Cuartos de final       |             |    | Semifinales         | Semifinales         | Semifinales         |  |   | Final                           | Final                           | Final                           |  |
|  | 29-31 de marzo de 2019 | 29-31 de marzo de 2019 | 29-31 de marzo de 2019 |             |    | 20 de abril de 2019 | 20 de abril de 2019 | 20 de abril de 2019 |  |   | 10 de mayo de 2019 en Newcastle | 10 de mayo de 2019 en Newcastle | 10 de mayo de 2019 en Newcastle |  |
|  |                        |                        |                        |             |    |                     |                     |                     |  |   |                                 |                                 |                                 |  |
|  |                        |                        |                        |             |    |                     |                     |                     |  |   |                                 |                                 |                                 |  |
|  | 1                      | Clermont               | 61                     |             |    |                     |                     |                     |  |   |                                 |                                 |                                 |  |
|  | 1                      | Clermont               | 61                     |             |    |                     |                     |                     |  |   |                                 |                                 |                                 |  |
|  | 8                      | Northampton Saints     | 38                     |             |    |                     |                     |                     |  |   |                                 |                                 |                                 |  |
|  | 8                      | Northampton Saints     | 38                     |             | 1  | Clermont            | 32                  |                     |  |   |                                 |                                 |                                 |  |
|  |                        |                        |                        |             | 1  | Clermont            | 32                  |                     |  |   |                                 |                                 |                                 |  |
|  |                        |                        | 5                      | Harlequins  | 27 |                     |                     |                     |  |   |                                 |                                 |                                 |  |
|  | 4                      | Worcester Warriors     | 5                      | Harlequins  | 27 | 16                  |                     |                     |  |   |                                 |                                 |                                 |  |
|  | 4                      | Worcester Warriors     |                        |             |    |                     |                     |                     |  |   |                                 |                                 |                                 |  |
|  | 5                      | Harlequins             | 18                     |             |    |                     |                     |                     |  |   |                                 |                                 |                                 |  |
|  | 5                      | Harlequins             | 18                     |             |    |                     |                     |                     |  | 1 | Clermont                        | 36                              |                                 |  |
|  |                        |                        |                        |             |    |                     |                     |                     |  | 1 | Clermont                        | 36                              |                                 |  |
|  |                        |                        | 2                      | La Rochelle | 16 |                     |                     |                     |  |   |                                 |                                 |                                 |  |
|  | 2                      | La Rochelle            | 2                      | La Rochelle | 16 | 39                  |                     |                     |  |   |                                 |                                 |                                 |  |
|  | 2                      | La Rochelle            |                        |             |    |                     |                     |                     |  |   |                                 |                                 |                                 |  |
|  | 7                      | Bristol Bears          | 15                     |             |    |                     |                     |                     |  |   |                                 |                                 |                                 |  |
|  | 7                      | Bristol Bears          | 15                     |             | 2  | La Rochelle         | 24                  |                     |  |   |                                 |                                 |                                 |  |
|  |                        |                        |                        |             | 2  | La Rochelle         | 24                  |                     |  |   |                                 |                                 |                                 |  |
|  |                        |                        | 3                      | Sale Sharks | 20 |                     |                     |                     |  |   |                                 |                                 |                                 |  |
|  | 3                      | Sale Sharks            | 3                      | Sale Sharks | 20 | 20                  |                     |                     |  |   |                                 |                                 |                                 |  |
|  | 3                      | Sale Sharks            |                        |             |    |                     |                     |                     |  |   |                                 |                                 |                                 |  |
|  | 6                      | Connacht               | 10                     |             |    |                     |                     |                     |  |   |                                 |                                 |                                 |  |
|  | 6                      | Connacht               | 10                     |             |    |                     |                     |                     |  |   |                                 |                                 |                                 |  |
|  |                        |                        |                        |             |    |                     |                     |                     |  |   |                                 |                                 |                                 |  |

La hora está expresada uniformemente según el UTC-0. Para poder establecer el horario en cada lugar se debe recurrir al huso horario en que esté ubicado, sumándole o restándole según corresponda.

#### Cuartos de final
| 29 de marzo de 2019, 19:45 | Sale Sharks                                                                                            | 20 - 10 | Connacht                                                                              | AJ Bell Stadium, Mánchester                              |                                                          |
|                            | Tries: McGuigan 9' Solomona 14' Conversiones: (2/2) MacGinty 10', 16' Penales: (2/2) MacGinty 28', 33' | Reporte | Tries: 67' Godwin Conversiones: 68' Leader (1/1) Penales: 7' Carty (1/2) Leader (0/1) | Asistencia: 4649 espectadores Árbitro(s): Mathieu Raynal | Asistencia: 4649 espectadores Árbitro(s): Mathieu Raynal |

| 30 de marzo de 2019, 20:15 | Worcester Warriors                                                             | 16 - 18 | Harlequins | Sixways Stadium, Worcester                               |                                                          |
|                            | Tries: Heem 23' Howe 46' Conversiones: (0/2) Weir Penales: (2/3) Weir 60', 74' | Reporte | Tries: 16' Murley 67' Tapuai Conversiones: Smith (0/1) 69' Catrakilis (1/1) Penales: 36' Smith (1/1) 75' Catrakilis (1/1) | Asistencia: 6349 espectadores Árbitro(s): Alexandre Ruiz | Asistencia: 6349 espectadores Árbitro(s): Alexandre Ruiz |

| 31 de marzo de 2019, 11:45 | La Rochelle | 39 - 15 | Bristol Bears                                                                                         | Stade Marcel-Deflandre, La Rochelle                    |                                                        |
|                            | Tries: Alldritt 12' Try penal 20' Doumayrou 26' Liebenberg 40' Rattez 71' Conversiones: (2/3) West 13', 27' (1/1) Lamb 72' Penales: (2/2) West 7', 52' | Reporte | Tries: 35' Luatua 79' O'Conor Conversiones: 36' Madigan (1/1) Sheedy (0/1) Penales: 17' Madigan (1/1) | Asistencia: 15 000 espectadores Árbitro(s): John Lacey | Asistencia: 15 000 espectadores Árbitro(s): John Lacey |

| 31 de marzo de 2019, 17:00 | Clermont | 61 - 38 | Northampton Saints | Stade Marcel Michelin, Clermont-Ferrand                   |                                                           |
|                            | Tries: Betham 19', 48', 76' Penaud 25', 57', 75' Try penal 27' Nanai-Williams 71' Conversiones: (1/3) Parra 26' (4/4) Laidlaw 58', 72', 76', 77' Penales: (2/2) Parra 1', 43' (1/1) Laidlaw 69' | Reporte | Tries: 55' Tuala 61' Burrell 63' Mitchell 65' Hutchinson 78' Moon Conversiones: 56', 61', 63', 66', 79' Hutchinson (5/5) Penales: 9' Biggar (1/1) | Asistencia: 15 399 espectadores Árbitro(s): George Clancy | Asistencia: 15 399 espectadores Árbitro(s): George Clancy |

#### Semifinales
| 20 de abril de 2019, 16:30 | La Rochelle                                                                                                  | 24 - 20 | Sale Sharks                                                                                       | Stade Marcel-Deflandre, La Rochelle                     |                                                         |
|                            | Tries: Try penal 23' Murimurivalu 25' Alldritt 50' Conversiones: (2/2) West 27', 52' Penales: (1/2) West 16' | Reporte | Tries: 13' Try penal 33' Ashton Conversiones: 34' MacGinty (1/1) Penales: 20', 68' MacGinty (2/3) | Asistencia: 16 000 espectadores Árbitro(s): Nigel Owens | Asistencia: 16 000 espectadores Árbitro(s): Nigel Owens |

| 20 de abril de 2019, 19:00 | Clermont | 32 - 27 | Harlequins | Stade Marcel Michelin, Clermont-Ferrand                |                                                        |
|                            | Tries: Lee 31' Penaud 35' Conversiones: (2/2) Parra 33', 36' Penales: (4/4) Parra 28', 40+3', 47', 54' Drops: (2/2) Lopez 9', 25' | Reporte | Tries: 38' Brown 57' Robshaw 65' Lang 79' Dombrandt Conversiones: 58', 66' Smith (2/4) Penales: 12' Smith (1/1) | Asistencia: 17 923 espectadores Árbitro(s): John Lacey | Asistencia: 17 923 espectadores Árbitro(s): John Lacey |

#### Final
| 10 de mayo de 2019, 18:45 | Clermont | 36 - 16 | La Rochelle | St James' Park, Newcastle upon Tyne |  |
|                           |          |         |             | Árbitro(s):                         |  |

| Bandera de Francia |
| Campeón Clermont   |
| Tercer título      |